# Esperanza (Agusan del Sur)
La Esperanza ( cebuano: Lungsod sa Esperanza - Municipality of Esperanza)  es un municipio filipino de primera categoría, situado en la parte nordeste de la isla de Mindanao. Forma parte de  la provincia de Agusan del Sur situada en la Región Administrativa de Caraga, también denominada Región XIII. Para las elecciones está encuadrado en el Primer Distrito Electoral.

## Geografía
Municipio situado en el extremo noroeste de la provincia, limítrofe con las de Agusan del Norte, Misamis Oriental y Bukidnon.
Su término está bañado por el río Agusan y linda al norte con el municipio de Las Nieves; al sur con el de San Luis; al este con Prosperidad y también con San Francisco; y al oeste con Clavería de Misamis y con la mencionada provincia de Bukidnon, municipio de Impasug-ong.

### Barangays
El municipio  de La Esperanza se divide, a los efectos administrativos, en 47 barangayes o barrios, conforme a la siguiente relación:
| - Anolingan - Bakingking - Bentahon - Bunaguit - Catmonon - Concordia - Dakutan - Duangan - Mac-Arthur - Guadalupe - Hawilian - Labao | - Maasin - Mahagcot - Milagros - Nato - Oro - La Esperanza (Población) - Remedios - Salug - San Toribio - Santa Fe - Segunda - Tagabase | - Taganahaw - Tagbalili - Tahina - Tandang Sora - Agsabu - Aguinaldo - Balubo - Cebulan - Crossing Luna - Cubo - Guibonon | - Kalabuan - Kinamaybay - Langag - Maliwanag - New Gingoog - Odiong - Piglawigan - San Isidro - San Jose - San Vicente - Sinakungan - Valentina |  |

## Historia
El actual territorio de Agusan del Sur fue parte de la provincia de Caraga durante la mayor parte del período español.
Así, a principios del siglo XX, la isla de Mindanao se hallaba dividida en siete distritos o provincias. El Distrito 3º de Surigao, llamado hasta 1858  provincia de Caraga tenía por capital el pueblo de Surigao e incluía la  Comandancia de Butuan.
Pertenecen a esta Comandancia  además de Mainit y sus visitas, todos los pueblos y visitas respectivas situados á orillas del río Agusan, entre los cuales se encontraba La Esperanza,  de 2,460 almas, con las visitas de Las Nieves, Verdú, San Estanislao, Concordia, Remedios, Milagros y Corinto.
En 1914, durante la ocupación estadounidense de Filipinas,  fue creada la provincia de Agusan. Esperanza fue uno de sus municipios.
El 17 de junio de 1967 la provincia se divide en dos, pasando Esperanza a formar parte de la de Agusan del Norte.